# 提婆達多派
提婆達多派，是早在釋迦牟尼住世時就從佛教分裂出的一個沙門教派，起源於佛陀的堂弟提婆達多所另立的僧團。特徵是崇尚苦行，嚴格地實踐頭陀行，並且終身不吃各種肉類，乃至於乳、酪等世人所認為的美食，與佛教僧團關係密切。

## 歷史
直到西元七世紀，這個教派仍然存在，晋朝的法顯在印度拘萨罗国舍卫城看到过，唐朝的玄奘和义净也見过別有三伽藍，遵守提婆達多遺訓，不食乳、酪。 
法顯所見，提婆達多派供養提婆達多及過去三佛，但不供養釋迦牟尼佛。玄奘所見，他們不食乳、酪，遵提婆达多遗训。

## 提婆達多僧團制度
提婆達多提倡「五法」，主張「盡形壽乞食，盡形壽著糞掃衣，盡形壽露坐（露天坐禪），盡形壽不食酥、鹽，盡形壽不食魚及肉」，畢生嚴守苦行，以其頭陀行「少欲知足、樂出離者」，與印度當時的苦行風氣相應。
提婆達多以頭陀苦行為依歸，要求盡形壽奉行，認為「瞿曇沙門亦有此五法，但不盡形壽，我今盡形壽受持此法」，其特點為著重在事相物欲的壓制，嚴格實踐頭陀苦行為解脫之道。根據佛教《律藏》的註釋，佛陀自己就常常讚歎提婆達多五法所提到的那些行為、那些行為不違佛說。之所以稱作非法，是由於：佛陀是讚歎四聖種（糞掃衣，常乞食，樹下坐，腐爛藥）能得八聖道，趣向涅槃，提婆達多卻說八聖道比提婆達多五法更慢通向涅槃，因為將法倒說，所以提婆達多五法是非法。
提婆達多教派與佛教僧團相同，都供奉過去佛，但是他們不供奉釋迦牟尼佛。他們的儀軌與佛教僧團大致相同；他們有自己的三藏，但是其中許多經典與佛教僧團相同；住處也多與佛教僧團混居；但是他們的戒律不同。